# Ludwik Bielawski (muzykolog)
Ludwik Augustyn Bielawski (ur. 27 lipca 1929 w Chojnicach, zm. 17 sierpnia 2024 w Warszawie) – polski teoretyk muzyki i muzykolog, pracownik naukowy Instytutu Sztuki PAN i Akademii Muzycznej w Warszawie.

## Życiorys
Ukończył Liceum Ogólnokształcące w Chojnicach, prywatnie kształcił się w grze na fortepianie i był organistą w kościele gimnazjalnym. W latach 1950–1954 studiował muzykologię na Uniwersytecie Poznańskim u Adolfa Chybińskiego, Marii Szczepańskiej, ks. Hieronima Feichta i Mariana Sobieskiego. Brał udział w ogólnopolskiej Akcji Zbierania Folkloru Muzycznego. Pracę magisterską pisał na temat rękopisów z Teki Pomorskiej Oskara Kolberga pod kierunkiem ks. H. Feichta.
Po studiach przeniósł się do Warszawy i podjął pracę w Państwowym Instytucie Sztuki (w 1957 r. przekształconym w Instytut Sztuki PAN). Stopień doktora uzyskał w 1965 r. za rozprawę pt. „Rytmika polskich pieśni ludowych”, przygotowaną pod kierunkiem prof. Józefa Michała Chomińskiego. Habilitował się w 1974 r. na podstawie pracy pt. „Strefowa teoria czasu i jej znaczenie dla antropologii muzycznej”, a rok później został docentem. Tytuł profesora nadzwyczajnego uzyskał w 1987 r., a zwyczajnego w 1997 r.
W IS PAN od 1969 r. kierował Pracownią Folkloru, a od 1992 r. Zakładem Historii Muzyki. Ponadto w latach 1987–1992 był kierownikiem Katedry Teorii Muzyki w Akademii Muzycznej im. Fryderyka Chopina (na której prowadził wykłady od 1975 r.). Zajmował się materiałami źródłowymi polskiej pieśni ludowej, z której zbiorów powstały prace naukowe serii Polska pieśń i muzyka ludowa, m.in. tomy: Kujawy, Kaszuby i inne.
Wchodził w skład Centralnej Komisji do Spraw Stopni i Tytułów oraz Komitetu Nauk o Sztuce PAN. Zasiadał w zarządzie International Council for Traditional Music działającym przy UNESCO (1985–1991). Był członkiem rad naukowych IS PAN oraz Instytutu Muzykologii UW (od 1981)
Opracował wiele haseł z dziedziny folkloru muzycznego i etnomuzykologii do encyklopedycznego Słownika folkloru polskiego (1965) i „małej” Encyklopedii Muzycznej PWN (1977). Był członkiem Komitetu Redakcyjnego Dzieł Wszystkich Oskara Kolberga.

## Odznaczenia i nagrody
- 2001 – Doroczna Nagroda Związku Kompozytorów Polskich[3]
- 2010 – Złoty Medal „Zasłużony Kulturze Gloria Artis”[6]
- 2014 – Krzyż Oficerski Orderu Odrodzenia Polski za wybitne zasługi w tworzeniu i upowszechnianiu polskiej kultury ludowej[7]
- Złoty Krzyż Zasługi[8]

## Wybrane prace
- 1955 – Piosenki z Pomorza; wyd. PWM
- 1970 – Rytmika polskich pieśni ludowych; wyd. PWM
- 1974–1975 – redakcja tomu Kujawy z serii Polska pieśń i muzyka ludowa. Źródła i materiały
- 1976 – Strefowa teoria czasu i jej znaczenie dla antropologii muzycznej; PWM
- 1983 – Folklor muzyczny Kociewia w perspektywie życia ludzkiego i roku kalendarzowego
- 1984 – Związki polskiego folkloru muzycznego z folklorem wschodnich Słowian w XIX w.
- 1986 – Drogi i bezdroża muzykologii polskiej; wyd. Ossolineum
- 1990 – współredakcja Instrumenty muzyczne w polskiej muzyce ludowej
- 1997 – redakcja tomu Kaszuby z serii Polska pieśń i muzyka ludowa. Źródła i materiały
- 1999 – Tradycje ludowe w kulturze muzycznej; wyd. Instytut Sztuki PAN
- 2002 – redakcja tomu Warmia i Mazury z serii Polska pieśń i muzyka ludowa. Źródła i materiały
- 2015 – Czas w muzyce i kulturze; wyd. Instytut Sztuki PAN, ISBN 978-83-63877-63-7.
- 2020 – Time in Music and Culture; wyd. Peter Lang, Lausanne, ISBN 978-36-31790-61-8[9]